# Волошина, Татьяна Фёдоровна
Татья́на Фёдоровна Воло́шина (род. 8 ноября 1943) — советская киноактриса.

## Биография
Родилась 8 ноября 1943 года в Свердловске.
Училась в женской средней школе № 22.
Наиболее известна по её роли в советском фантастическом фильме «Туманность Андромеды», где играла одну из главных ролей — члена экипажа звездолёта «Тантра» Низы Крит, влюблённой в капитана Эрга Ноора (Николай Крюков).
Живёт в Австрии.

## Фильмография
- 1967 — Они живут рядом — медсестра
- 1967 — Туманность Андромеды — Низа Крит, астронавигатор звездолёта «Тантра»
- 1971 — Звёзды не гаснут — Наташа
- 1980 — Дульсинея Тобосская — эпизод